# Johan Gabriel Oxenstierna
Johan Gabriel Oxenstierna (ur. 19 lipca 1750, zm. 29 lipca 1818) – szwedzki arystokrata, polityk i poeta. Był przewodniczącym (kanclerzem) Szwedzkiej Rady Królewskiej w latach 1787–1789.

## Życiorys
Jego ojcem był generał-major Göran Oxenstierna, a matką hrabina Sara Gyllenborg (jej ojcem był radca stanu Johan Gyllenborg).
W kancelarii królewskiej Johan Gabriel Oxenstierna pracował od roku 1767. W latach 1770–1774 sekretarz ambasady Szwecji w Wiedniu. Szyfrowanie tekstów dyplomatycznych jednak niezbyt mu odpowiadało. Podczas pobytu na placówce w Austrii napisał poematy Skördarne, Morgonen („Poranek”) i Natten („Noc”). W 1774 został pokojowcem (Kammarherre) króla Gustawa III.
Gdy wybuchła wojna z Rosją, którą Oxenstierna jako szczery patriota mocno popierał, towarzyszył królowi na front (1788).
W 1790 roku otrzymał Królewski Order Serafinów. Oxenstierna pełnił też funkcję marszałka wszystkich wojsk szwedzkich (Riksmarskalk) w latach 1792–1801. W latach 1786–1818 piastował fotel 8 w Akademii Szwedzkiej, do której został przyjęty ze względu na swoje poezje.

## Poeta i osoba prywatna
Jego żoną została Lovisa Christina Wachschlager, córka najbogatszego wówczas człowieka w Szwecji marszałka dworu Gustafa Wachschlagera. Razem z Lovisą mieli jednego syna Gustafa Görana Gabriela (1793-1860).
Autor poematów; Skördarne i Dagens Stunder („Godziny Dnia”). Pisał wiersze ku czci króla Gustawa III i Gustawa Adolfa. Przetłumaczył „Raj Utracony” Johna Miltona na język szwedzki. Wiersz: Du Gamla Lind Oxenstierny zainspirował Gustafa Filipa Creutza do napisania jego Atis och Camilla.
Interesował się teorią „religii naturalnej”, deizmem i teoriami Rousseau.